# Taftan Airlines
Taftan Airlines (in persiano: هواپیمایی تفتان) è una compagnia aerea che ha sede a Zahedan, Iran. Opera servizi nazionali come vettore di linea. La sua base principale è l'aeroporto di Zahedan.

## Storia
Taftan Airlines è stata fondata nel 2004 e ha effettuato il suo primo volo nello stesso anno. Nel 2006, le operazioni sono state sospese. La compagnia aerea ha ripreso nel 2014. Nel 2015, ha nuovamente sospeso le sue operazioni. Dall'agosto 2016, opera nuovamente voli passeggeri di linea.

## Destinazioni
Al 2021, la compagnia opera voli tra Mashhad, Teheran e Zahedan.

## Flotta

### Flotta attuale
A dicembre 2022 la flotta di Taftan Airlines è così composta:

### Flotta storica
Taftan Airlines operava in precedenza con:
- McDonnell Douglas MD-82
- McDonnell Douglas MD-83